# Центр малых планет
Центр малых планет (ЦМП; англ. Minor Planet Center, MPC) — официальная организация, которая при содействии Международного астрономического союза собирает и систематизирует данные наблюдений малых тел Солнечной системы, в том числе комет, вычисляет их орбиты и публикует эту информацию в циркуляре малых планет. Она поддерживает бесплатные онлайн-сервисы для наблюдателей, чтобы помочь им в наблюдении малых планет и комет. Полный каталог орбит малых планет (MPCORB) может быть свободно загружен.
Находится в Смитсоновской астрофизической обсерватории (SAO), которая является частью Гарвард-Смитсоновского центра астрофизики (CfA) совместно с Гарвардской университетской обсерваторией (HCO).
Центр малых планет был основан в Университете Цинциннати в 1947 году под руководством Пола Херджета (до Второй мировой войны его роль выполняли редакции немецких журналов Zirkulare des Rechen-Institut, Berliner Astronomische Jahrbuch, Astronomische Nachrichten; последний выходил с 1823 года). После ухода Херджета в отставку в 1978 году Центр был переведён в Смитсоновскую астрофизическую обсерваторию, а руководителем назначен Брайан Марсден. С 2006 года директором ЦМП является Тимоти Спар, который курировал штат из пяти человек. С февраля 2015 года временным директором Центра малых планет является Мэтью Холман.